# Wulfing von Rohr
Wulfing von Rohr (* 2. August 1948 in Koldingen) ist ein deutsch-österreichischer Fernsehjournalist, Astrologe, Yogalehrer (früher im Vorstand des BDY) und Autor  und Übersetzer von Ratgeber- und Lebenshilfebüchern. Vor seiner Autorenkarriere war er 20 Jahre lang Journalist und Produzent bei ARD und ZDF.

## Wirken
Wulfing von Rohr war von 1974 bis 1994 als Fernsehjournalist und Produzent von Fernsehdokumentationen für ARD und ZDF tätig. Ende der 1980er Jahre studierte er an der Universität von Kalifornien und lebte von 1986 bis 1998 in Santa Fe (New Mexico). Außer als Autor, Herausgeber, Übersetzer und Berater im Bereich Astrologie und Esoterik trat und tritt er auch auf als Organisator, Moderator und Seminarleiter für Kongresse und Konferenzen zum Kulturaustausch, zu Friedensthemen und Spiritualität, wie z. B. bei der Internationalen Friedenskonferenz München (1999), den Interreligiösen Gesprächen Luzern (2000), den Friedenstagen Salzburg (2002), den Engeltagen Salzburg und München (2006, 2007, 2008), The Gathering-Konferenz für LichtarbeiterInnen in Solothurn (2008), Lebenskraft-Symposien in Zürich (2008, 2009, 2010, 2011) und bei der Aura Basel (2009, 2010).
Wulfing von Rohr war Vorstandsmitglied des Berufsverbands der Yogalehrenden in Deutschland (BDY) und ist u. a. Mitglied der Internationalen Gesellschaft für Tiefenpsychologie. Er lebt heute in Rust am Neusiedler See.

## Publikationen (Auswahl)

### Astrologie
- Mondknoten. Die Schicksalspunkte. Heyne Verlag, 1993, ISBN 3-453-07084-4.
- Astrodata-Horoskopspielkarten, mit Begleitheft. Edition Astrodata, Wettswil 1993, ISBN 3-907029-34-8.
- Nostradamus. Seher und Astrologe. Entschlüsselte Geheimnisse und ungelöste Rätsel. Ariston Verlag, 1994, ISBN 3-7205-1789-6.
- Karma und freier Wille im Horoskop. Lebensaufgaben erkennen und erfüllen. Welches Häusersystem ist das richtige? Verlag Hier und Jetzt, 1995, ISBN 3-926925-20-5. (Heinrich Hugendubel, 1999, ISBN 3-88034-948-7)
- Astrologie für eine neue Zeit. Dtv, 1999, ISBN 3-423-36148-4.
- Horoskope. Grundlagen, Elemente, Deutungen. Bassermann 2001, ISBN 3-8094-1115-9.
- Einführung in die Horoskopdeutung. Königsfurt Urania, Neuhausen a. Rheinfall 1996. (2004, ISBN 3-03819-050-0; Goldmann Verlag, 2008, ISBN 978-3-442-21842-4)
- Die Horoskopuhr für jedes Lebensalter und andere Zeitschlüssel in der Astrologie: Neue und klassische Methoden. Chiron Verlag, 2004, ISBN 3-89997-112-4.
- Astrokinesiologie: Das Praxishandbuch. Vak-Verlag, 2005, ISBN 3-935767-69-2.

### Tarot
- mit Gayan S. Winter: Zauber des Tarot. Die Einführung für alle Kartensets und Legesysteme., Econ 1996, ISBN 3-612-19001-6.
- Tarot der Liebe. Buch und 22 Tarotkarten. mit Gayan Sylvie Winter und Marcia Perry, Ariston 1997, ISBN 3-7205-1553-2.
- Tarot von A bis Z. Königsfurt Urania, 1999, ISBN 3-908654-01-7.

### Numerologie und Esoterik
- mit Ingrid Kraaz von Rohr: Die Farben deiner Seele. Goldmann, München 1994, ISBN 3-442-13767-5.
- Die Kraft der Engel. Dein liebevoller Begleiter durch ein lichterfülltes Jahr. Urania, Neuhausen 1996, ISBN 3-908644-34-8.
- mit Lea Sanders: Die Farben Deiner Aura. Goldmann, München 1999, ISBN 3-442-13792-6.
- Das magische Tor. Hugendubel, Kreuzlingen 2000, ISBN 3-89631-383-5.
- Engel. Boten des Himmels, Boten der Seele. Lüchow, Stuttgart 2006, ISBN 3-363-03104-1.
- mit Jana Haas: Heilung mit der Kraft der Engel. Das Praxisbuch zum energetischen Heilen von Körper und Seele. Knaur, München 2009, ISBN 978-3-426-65633-4.
- mit Jutta Fuezi: Die Botschaft der Engelzahlen. Himmlische Numerologie. Heyne, München 2010, ISBN 978-3-453-70142-7.
- Schamanen-Orakel. 40 Seelenbilder der Indianer. 2. Auflage. Königsfurt-Urania, Krummwisch bei Kiel 2020, ISBN 978-3-86826-777-8.